# Сърцето е самотен ловец
 Тази статия е за романа.  За филма вижте Сърцето е самотен ловец (филм).  
Сърцето е самотен ловец (на английски: The Heart Is a Lonely Hunter) е роман от американската писателка Карсън Маккълърс. На английски излиза през 1940 г., а на български е преведен и издаден през 1981 г. от издателство „Георги Бакалов“, меки корици. Карсън Маккълърс е на 23 години, когато книгата излиза на английски.
По книгата има направен едноименен филм от 1968 г. с участието на Алън Аркин. 